# Bengt Morberg
Bengt Morberg (Västerås, 1º giugno 1897 – Västerås, 26 settembre 1968) è stato un ginnasta svedese.

## Palmarès

### Olimpiadi
- 1 medaglia:
  - 1 oro (Anversa 1920 nel concorso svedese a squadre)